# Georges Jouatte
Georges Jouatte (* 17. Juni 1892 in Villefagnan, Département Charente; † 13. Februar 1969 in La Rochelle) war ein französischer Opernsänger (Tenor) und Gesangspädagoge.

## Leben
Jouatte begann seine Karriere als Tänzer im Casino de Paris – um sein Gesangsstudium am Pariser Konservatorium zu finanzieren.  Zur Vertiefung seiner Ausbildung ging er in den 1920er Jahren nach Deutschland. Dort spielte er 1929 eine Nebenrolle in dem ersten abendfüllenden deutschen Tonfilm : Das Land ohne Frauen (zusammen mit Conrad Veidt) und war in Berlin als Konzert- und Operettensänger aktiv.
Zurück in Paris, betrat er die Bühne erstmals 1932 am Théâtre Mogador. Nach einer Umschulung auf das Tenorfach durch Paul Cabanel und Louis Fourestier debütierte er 1934 an der Pariser Opéra Garnier in Gounods Faust.
Großen Erfolg hatte er hier 1936 in Richard Strauss’ Rosenkavalier in Anwesenheit des Komponisten. Weitere seiner Rollen an der Pariser Oper waren der Florestan im Beethovens Fidelio, Admète in Glucks Alceste, Don Ottavio in Mozarts Don Giovanni, Erik in Wagners Der fliegende Holländer, Ulysse in Faurés Pénélope und Armal in Chabriers Gwendoline.
Seit 1937 gehörte er außerdem zum Ensemble der Pariser Opéra-Comique, wo er in Mozarts Die Entführung aus dem Serail und Monteverdis L’incoronazione di Poppea auftrat. In der Okkupationszeit folgten Tourneen zu Festivals in Salzburg, Wien, Montreux, Rom, Kairo und an die Londoner Covent Garden Opera. Anschließend Studioaufnahmen für große Schallplattenfirmen: Jouatte als Solotenor mit dem Grand Orchestre Radio France wird heute zu den besten Berlioz-Interpretationen gezählt. Es gibt auch u. a. eine Gesamtaufnahme von Gounods Faust mit ihm in der Titelrolle auf Columbia Records.
Nach dem Krieg zog er sich von der Bühne zurück und nahm einen Ruf als Professor an der Pariser Musikhochschule an. Er lehrte in seiner Meisterklasse von 1946 bis 1962. Seine wichtigsten Schüler waren Régine Crespin, Alain Fondary, Mady Mesplé und Roger Soyer. Nach seiner Emeritierung zog er sich an die Atlantikküste in das Département Charente-Maritime zurück und starb sieben Jahre später in St. Clement, auf der Insel Ile de Ré .

## Ehrungen
1953 wurde Georges Jouatte der Verdienstorden der Ehrenlegion in der Klasse Chevalier verliehen.